# 聯合進步委員會
联合进步委员会（鄂圖曼土耳其語：‎，羅馬化：İttihad ve Terakki Cemiyeti）最初是一个成立由伊斯坦布爾醫學院學生的易卜拉欣·特莫、切爾凱斯·穆罕默德·雷什德等人于1889年2月6日在奥斯曼帝国在伊斯坦布爾成立的秘密结社，1906年与青年土耳其党人合併并转化为政党。由于呼吁民主化和改革，在西方，團結與進步委員會成員通常被稱為“青年土耳其人”，而在奧斯曼帝國，其成員被稱為联合主义者。
该党早期引领了奧斯曼帝國的自由改革運動，由于呼籲在帝國進行民主化和改革，遭到了奥斯曼帝国的迫害。同时期的落後國家日本在没有丧失自我的前提下成功地實現了自我現代化。因此联合进步委员会受到了明治维新时期日本的极大影响，决心以日本为榜样，从而实现奥斯曼帝国的现代化，摆脱“欧洲病夫”的称号，其最终目标是恢复奥斯曼帝国的大国地位。一旦黨在1908年在青年土耳其革命中獲得權力，並鞏固其在1912年的“奧斯曼國會選舉”和1913年突袭高门政變中的權力，它就越來越分化和動蕩起來，三位領導人，恩维尔帕夏、穆罕默德·塔拉特帕夏及杰马尔帕夏組成了三人組聯盟“三帕夏”，並對奧斯曼帝國進行了事實上的統治。
在第一次世界大戰結束時，其大部分成員都被蘇丹穆罕默德六世的軍事法庭審判並被囚禁。該組織的幾名成員於1926年因企圖暗殺穆斯塔法·凱末爾而在土耳其被處決。它的一些成員後來成立共和人民黨在土耳其繼續生存。

## 曾經發動的大屠殺
該組織組織主張驅趕及滅絕境內及鄰國的非土耳其裔及基督徒，包括發動下列大屠殺：
- 亞美尼亞種族滅絕
- 希臘種族滅絕
- 亞述人種族大屠殺